# Enrico Reginato
Enrico Reginato (Treviso, 5 febbraio 1913 – Padova, 16 aprile 1990) è stato un medico e militare italiano.

## Biografia
Dopo la laurea in Medicina e chirurgia, tra il 1938 e il 1940 esercitò a Padova e ad Alessandria. All'inizio della seconda guerra mondiale venne mobilitato e nel 1941 fu inviato sul fronte greco-albanese come sottotenente medico del 1º Reggimento alpini. Trasferito al 4º Reggimento alpini, volontario per il Battaglione Alpini Sciatori "Monte Cervino", a gennaio del 1942 fu mandato sul fronte russo, dove venne catturato dal nemico il 28 aprile nel corso della battaglia di Stalino.
Trascorse nei campi di concentramento sovietici ben dodici anni, durante i quali mise le sue conoscenze mediche al servizio dei compagni di prigionia di varie nazionalità, specialmente tedeschi e rumeni, tanto che la Repubblica Federale di Germania gli conferì la Croce al Merito di 1ª Classe e nel 2001 il Presidente di Romania Ion Iliescu gli conferì "post mortem" il grado di Cavaliere dell'Ordine della Stella di Romania. Dalla sua esperienza concepì il libro 12 anni di prigionia nell'URSS, edito nel 1955.
Liberato nel 1954, tornò in Italia dove, promosso in servizio permanente effettivo, riprese la carriera militare nell'ambito sanitario, che lo vide Dirigente del Servizio di Sanità dell'Arma dei Carabinieri dal 1966 al 1970, e dal 1973 al 1976 comandante della Scuola di Sanità Militare di Firenze fino a raggiungere il grado di maggiore generale.

## Riconoscimenti
Nel 2020 è stato insignito con il Totila d'oro.